# Stephanie Lottermoser

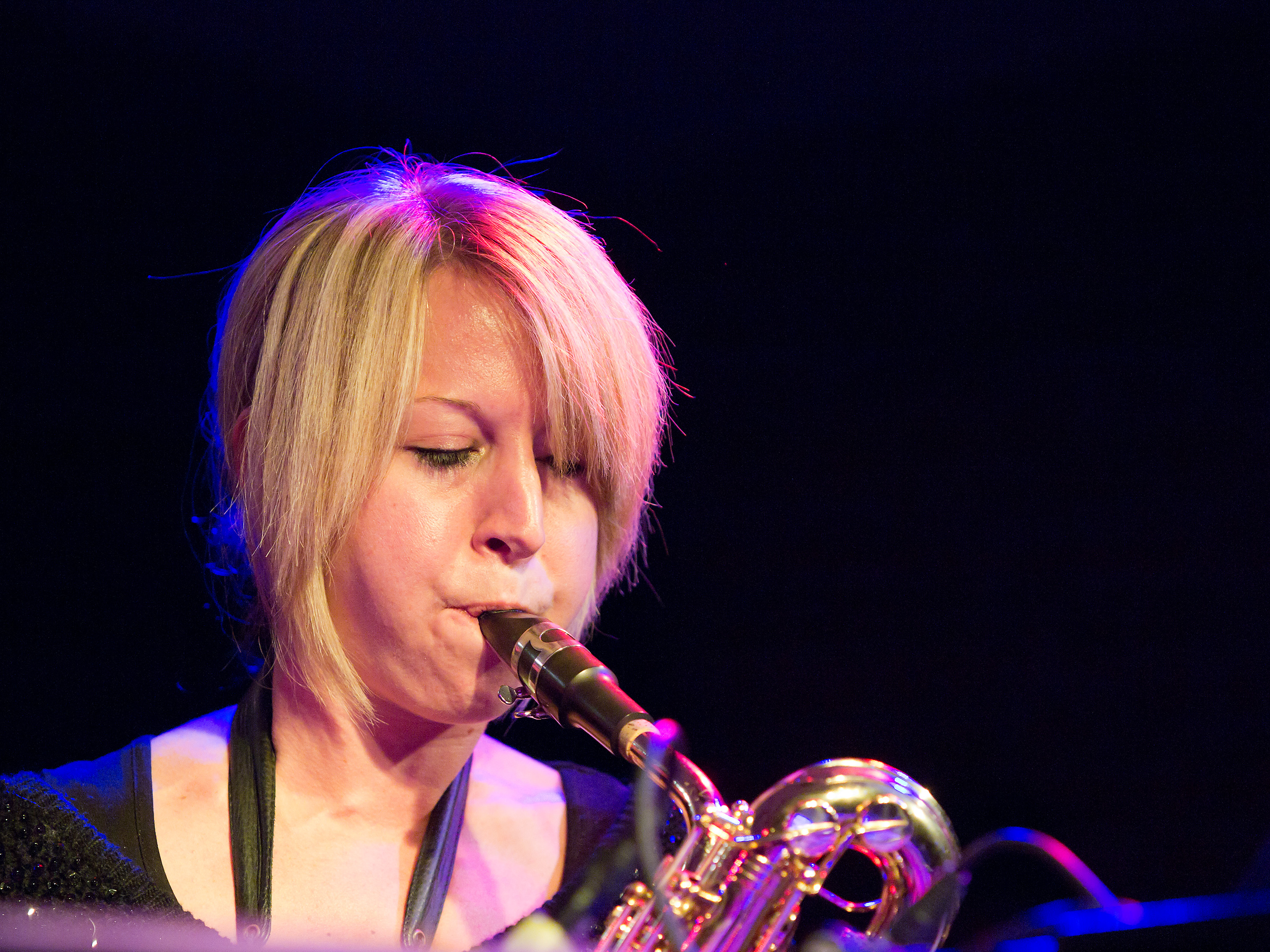
Stephanie Lottermoser im Jazzclub Unterfahrt (München, 2011)

Stephanie Lottermoser (* 19. Juli 1983 in Wolfratshausen) ist eine deutsche Saxophonistin, Sängerin und Komponistin.

## Leben und Wirken
Lottermoser erhielt mit sieben Jahren Gesangs- und Klavierunterricht. Mit 14 Jahren entdeckte sie in der Big Band des Gymnasiums Geretsried den Jazz und wechselte zum Saxophon. Dann studierte sie an der Hochschule für Musik und Theater München; außerdem war sie Mitglied im Landes-Jugendjazzorchester Bayern unter der Leitung von Harald Rüschenbaum.
2008 gründete sie ihre Band „Resonance“; seit 2010 tritt sie überwiegend unter ihrem eigenen Namen auf. Bei der Produktion ihres vierten Albums This Time (Motor Music, 2018) arbeitete sie mit US-Produzent Steve Greenwell, das Album wurde in Paris und New York aufgenommen und erreichte Platz 2 der Deutschen Jazzcharts.  Neben der Tätigkeit in ihrer eigenen Band war sie an Michael Riesslers Album „Big Circle“ sowie an Charly Antolinis CD „Charly Antolini Meets the Jazz Ladies“ beteiligt.
Sie ist seit 2010 Dozentin im Bereich "Jugend Jazzt" im Landes-Jugendjazzorchester Bayern, außerdem arbeitet sie mit Yamaha Europe als Yamaha Performing Artist und mit Vandoren Deutschland als Vandoren Artist.
Seit 2018 lebt sie in Hamburg und moderiert dort seit 2020 gemeinsam mit dem Journalisten Jan Paersch den Podcast Jazz Moves Schnack. 2023 erschien ihr sechstes Studioalbum bei Leopard Records.

## Preise und Auszeichnungen
Lottermoser war 2006 Preisträgerin im Wettbewerb Jugend jazzt. 2013 erhielt sie einen Bayerischen Kulturförderpreis in Form eines Stipendiums für einen 6-monatigen Aufenthalt an der „Cité Internationale des Arts“ in Paris.

## Diskographische Hinweise
- Resonance – Second Glance (2009)
- Charly Antolini meets the Jazz Ladies – One More (2012, Skinfire Records)
- Michael Riessler – Big Circle (Intuition; 2012 Preis der deutschen Schallplattenkritik)
- Good Soul (Downhill Records, 2013)
- Paris Song Book (Downhill Records, 2015)
- This Time (Motor Music, 2018)
- Hamburg (Leopard, 2021)
- In-Dependence (Leopard, 2023)